# Сен-Леже-ле-Геретуа
Сен-Леже́-ле-Геретуа́ (фр. Saint-Léger-le-Guérétois) — коммуна во Франции, находится в регионе Лимузен. Департамент коммуны — Крёз. Входит в состав кантона Сен-Вори. Округ коммуны — Гере.
Код INSEE коммуны — 23208.

## Население
Население коммуны на 2010 год составляло 430 человек.
| 1962 | 1968 | 1975 | 1982 | 1990 | 1999 | 2010 |
| ---- | ---- | ---- | ---- | ---- | ---- | ---- |
| 401  | 353  | 342  | 385  | 446  | 425  | 430  |

## Экономика
В 2010 году среди 302 человек трудоспособного возраста (15—64 лет) 213 были экономически активными, 89 — неактивными (показатель активности — 70,5 %, в 1999 году было 76,1 %). Из 213 активных жителей работали 192 человека (97 мужчин и 95 женщин), безработных было 21 (11 мужчин и 10 женщин). Среди 89 неактивных 14 человек были учениками или студентами, 55 — пенсионерами, 20 были неактивными по другим причинам.